# Боброво (Белгородская область)
Боброво — село в Прохоровском районе Белгородской области. Входит в состав Призначенского сельского поселения.

## География
Находится в северной части Белгородской области, в лесостепной зоне, в пределах юго-западного склона Среднерусской возвышенности, к югу от автодороги М2, на расстоянии примерно 12 километров (по прямой) к востоку от Прохоровки, административного центра района. Абсолютная высота — 224 метра над уровнем моря.

### Климат
Климат характеризуется как умеренно континентальный, с относительно мягкой зимой и тёплым продолжительным летом. Среднегодовая температура воздуха — 5,4 °C. Средняя температура воздуха самого холодного месяца (января) — −9,2 °C; самого тёплого месяца (июля) — 16,4 — 24,3 °C. Безморозный период длится в среднем 155—160 дней. Годовое количество атмосферных осадков — 527—595 мм, из которых большая часть выпадает в тёплый период.

### Часовой пояс
Село Боброво как и вся Белгородская область, находится в часовой зоне МСК (московское время). Смещение применяемого времени относительно UTC составляет +3:00.

## История
История создания деревни Боброво началась в 1792 году, когда этот населенный пункт носил название Яруга Боброва, в память о тех временах, когда здесь еще водилось большое количество бобров. Основными переселенцами были жители из Подольхов и Кураковки.  В архивах сохранилось мало документов Белгородской губернии, одним из них является  «челобитная от карповской помещицы Гафьи Домниной» от 1766 года, в которой говорится, что «крепостные села Боброва работать не работают, никакого почтенья не чинят».
Во время Великой Отечественной войны, в 1943 году неподалёку от Боброво построили аэродром для ремонта и обслуживания самолетов, принимавших участие в боях, в том числе и в дни Курской битвы. Технико-эксплуатационная площадка позволяла производить ремонт как истребителей так и тяжелых бомбардировщиков, заправлять топливом, а также снарядами и бомбами. Аэродром был рассчитан на 9 машин, для них были построены и капониры- земляные углубления, покрытые защитной  маскировочной сеткой.
После окончания войны село начало возвращаться к нормальной жизни, в 1946 году открыли начальную школу, к 1954 году была построена новая школа. В 1947 был открыт магазин, в 1951 году  село электрифицировали. В 1959 начал работу клуб. В 1958-1976 в селе работала овцетоварная ферма, с  1968 года по 1988 - функционировала колхозная пасека, в 1960 году построили  зерноочистительный комплекс. Так же в селе с  1958 по 1992 годы работал  свиноводческий комплекс № 2. 
В 1971 года село Боброво переходит из Призначенского сельсовета в  Подолешенский сельсовет Прохоровского района.

## Население
| 2002 | 2010 |
| ---- | ---- |
| 139  | ↘96  |

### Половой состав
По данным Всероссийской переписи населения 2010 года в гендерной структуре населения мужчины составляли 42,7 %, женщины — соответственно 57,3 %.

### Национальный состав
Согласно результатам переписи 2002 года, в национальной структуре населения русские составляли 87 %.